# Chenanisuchus
Chenanisuchus lateroculi
Genre
Espèce
Chenanisuchus est un genre éteint de crocodiles de la famille des dyrosauridés ayant vécu de la fin du Crétacé supérieur (Maastrichtien) jusqu'à la fin du Paléocène, soit il y a environ entre 72,2 et 56,0 millions d'années.
Sa seule espèce connue est Chenanisuchus lateroculi, décrite en 2005 par Stéphane Jouve (d),  Baâdi Bouya (d) et Mbarek Amaghzaz (d).
Elle est connue en Afrique, dans le Nord du Mali et au Maroc. C'est une espèce qui a survécu à la grande extinction Crétacé-Paléogène il y a environ 66 millions d'années.

## Description
L'espèce mesurait 4,50 mètres de long. Elle est caractérisée par un museau assez court.

## Étymologie
Le nom du genre Chenanisuchus est une combinaison reprenant le nom de la localité type, Chenane (dans le bassin d'Ouled Abdoun), suivie de suchus, dérivé du grec soukos, « crocodile ».
L'épithète spécifique, lateroculi, dérivée du latin lateralis, « latéral », et oculi, « yeux », fait référence à l'orientation latérale de ses orbites.

## Publication originale
- (en) Stéphane Jouve, Baâdi Bouya et Mbarek Amaghzaz, « A short-snouted dyrosaurid (Crocodyliformes, Mesoeucrocodylia) from the Palaeocene of Morocco », Palaeontology, Londres, Wiley-Blackwell et Palaeontological Association, vol. 48, no 2,‎ mars 2005, p. 359-369 (ISSN 0031-0239 et 1475-4983, OCLC 44674714 et 1761779, DOI 10.1111/J.1475-4983.2005.00442.X, lire en ligne).